# Клодзький повіт
Клодзький повіт (пол. powiat kłodzki) — один з 26 земських повітів Нижньосілезького воєводства Польщі.
Утворений 1 січня 1999 року в результаті адміністративної реформи.

## Загальні дані
Повіт знаходиться у південній частині воєводства.
Адміністративний центр — місто Клодзко.
Станом на 1.01.2008 населення становить 165 146 осіб, площа 1643,3 км².

## Демографія
Демографічні дані повіту станом на 30.06.2005:
|       | Всього  | Всього | Жінки  | Жінки | Чоловіки | Чоловіки |
| ----- | ------- | ------ | ------ | ----- | -------- | -------- |
|       | осіб    | %      | осіб   | %     | осіб     | %        |
| Повіт | 167 618 | 100    | 87 370 | 52,1  | 80 248   | 47,9     |
| Міста | 109 047 | 100    | 57 686 | 52,9  | 51 361   | 47,1     |
| Села  | 58 571  | 100    | 29 684 | 50,7  | 28 887   | 49,3     |